# Fagiola di Venanzio
La Fagiola di Venanzio è una varietà locale di Phaseolus vulgaris coltivata nel comune di Murlo (SI).

## Origine
La Fagiola di Venanzio è una varietà di fagiolo coltivata nel comune di Murlo in provincia di Siena da almeno 150 anni, periodo in cui veniva seminata dal più antico coltivatore noto, Venanzio Burresi (1838-1921).
Il nome del fagiolo deriva dal titolo di un articolo pubblicato dal periodico Murlo Cultura che, nel 2011, ne rese nota l'esistenza.

## Caratteristiche
La Fagiola di Venanzio presenta fiori bianchi e, in alcuni casi, di colore violetto. I semi sono di dimensione relativamente piccola, di forma ellittico-larga molto appiattita e hanno una buccia molto sottile che li rende particolarmente digeribili. Il loro colore è bianco anche se sono presenti, in bassa percentuale, semi di colore scuro. Il baccello ha lunghezza variabile, mediamente di 11 centimetri, e colore di fondo giallo.

## Riconoscimenti
Nel dicembre 2017 la Regione Toscana ha emanato il decreto di riconoscimento della Fagiola di Venanzio tra le varietà locali della Toscana in via di estinzione.
La Fagiola di Venanzio è inserita tra i prodotti dell'Arca del Gusto di Slowfood.

## Usi
Oltre che per gli aspetti nutrizionali, la Fagiola di Venanzio viene studiata per una possibile prevenzione dei tumori al colon-retto.

### Proprietà medicinali
L'estratto acquoso di Fagiola di Venanzio è ricco di proteine, zuccheri e polifenoli e svolge attività antiossidante, antinfiammatoria e antiproliferativa in saggi in vitro su modelli cellulari di cancro del colon. I dati di un recente studio indicano che questa varietà di Phaseolus vulgaris sembra essere una fonte promettente di composti bioattivi e incoraggiano studi più approfonditi per chiarire meglio le implicazioni del suo consumo per la salute pubblica. 